# Симонян, Шаварш Степанович
Шаварш Степанович Симонян (арм. Շավարշ Ստեփանի Սիմոնյան, 7 февраля 1912, Казах — 12 июня 1974, Ереван) — советский армянский общественный и государственный деятель, член-корреспондент АПН СССР (1967), кандидат педагогических наук.

## Биография
- 1933—1937 гг. — Армянский государственный педагогический институт имени Х. Абовяна,
- 1937—1939 гг. — служил в советской армии,
- 1939—1941 гг. — директор средней школы в Ереване, работал до начала Великой Отечественной войны,
- 23 июня 1941 г. — был призван в РККА, служил на офицерских должностях, был ранен[2],
- 1946—1948 гг. — заведующий методическим кабинетом комитета по делам культурно-просветительной работы при Совете Министров Армянской ССР, затем был назначен редактором газеты «Советская школа»,
- 1948—1949 гг. — заведующий отделом пропаганды и агитации Сталинского районного комитета КП Армении,
- 1949—1949 гг. — секретарь Сталинского районного комитета КП Армении,
- 1951—1954 гг. — заведующий отделом школ ЦК КП Армении,
- 1954—1973 гг. — министр просвещения Армянской ССР.

В 1940—1941, 1946—1952 гг. — работал по совместительству преподавателем в высших учебных заведениях Еревана. Кандидат педагогических наук. Был избран членом-корреспондентом АПН СССР.
Член ЦК КП Армении (1955—1954). Член Ревизионной комиссии ЦК КП Армении (1952—1955).

## Награды и звания
Награждён орденом Ленина (26.09.1960), двумя орденами Трудового Красного Знамени, медалью «За боевые заслуги» (6.11.1947) и другими медалями.